# Jessica Taylor

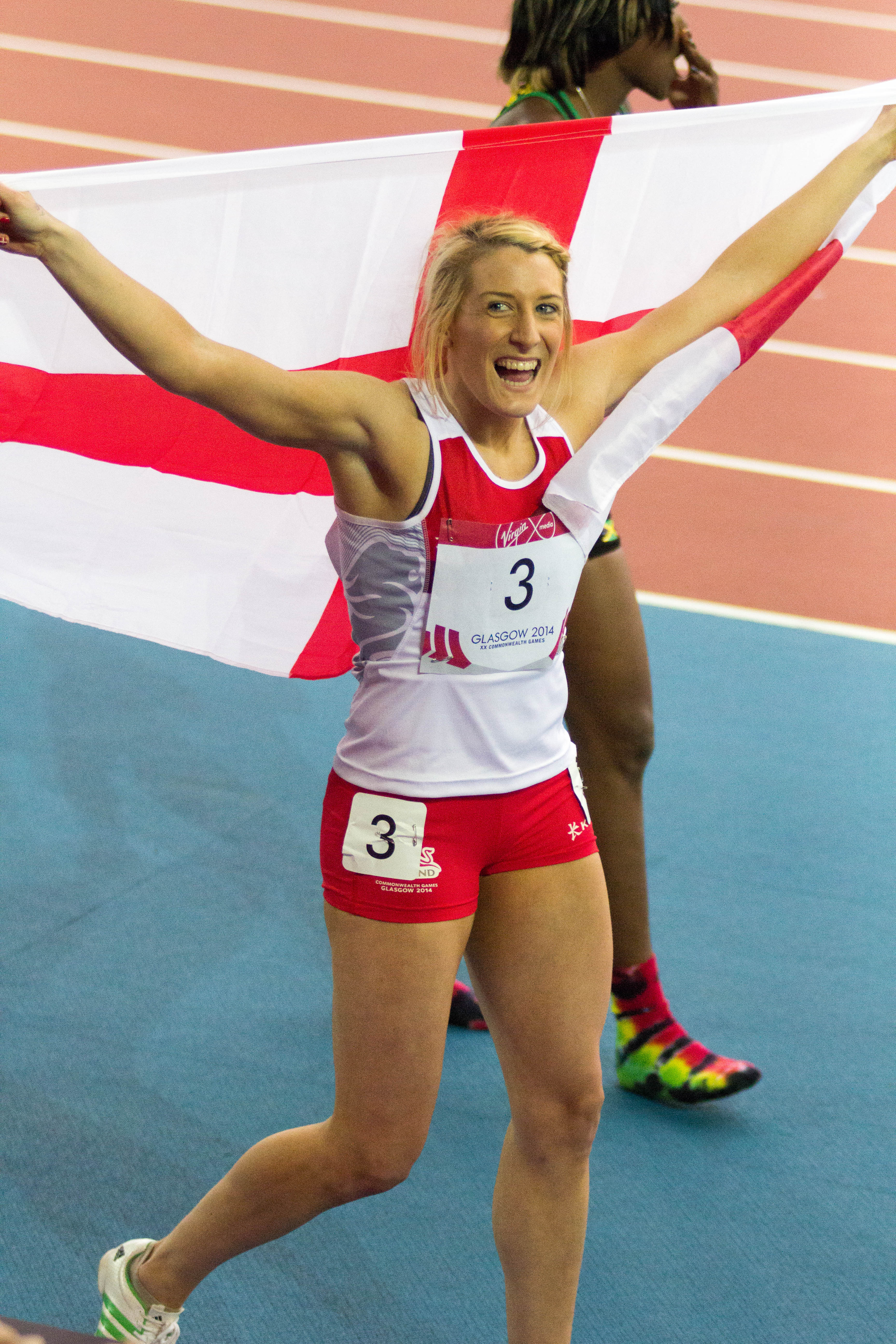
Jessica Taylor bei den Commonwealth Games 2014

Jessica Taylor (* 27. Juni 1988 in Manchester) ist eine britische Siebenkämpferin.
2014 gewann sie bei den Commonwealth Games in Glasgow für England startend Bronze.

## Persönliche Bestleistungen
- Siebenkampf: 5826 Punkte, 28. Juli 2014, Glasgow
- Fünfkampf (Halle): 4249 Punkte, 24. Januar 2015, Apeldoorn